# كيفن جون جوغارث
كيفن جون جوغارث (مواليد 10 فبراير 1934) هو ملاكم أسترالي، مثّل بلاده في الألعاب الأولمبية الصيفية 1956 وحقق الميدالية البرونزية في فئة وزن الوالتر.

## روابط خارجية
كيفن جون جوغارث على موقع أوليمبيديا (الإنجليزية)
- كيفن جون جوغارث على موقع اللجنة الأولمبية الأسترالية (الإنجليزية)
- كيفن جون جوغارث على موقع اتحاد ألعاب الكومنولث (مؤرشف) (الإنجليزية)